# Alemania Occidental en los Juegos Paralímpicos de Tel Aviv 1968
Alemania Occidental estuvo representada en los Juegos Paralímpicos de Tel Aviv 1968 por un total de 58 deportistas, 50 hombres y ocho mujeres.

## Medallistas
El equipo paralímpico obtuvo las siguientes medallas:
| Nombre                          | Deporte                    | Evento                                             |
| ------------------------------- | -------------------------- | -------------------------------------------------- |
| Oro                             |                            |                                                    |
| Johann Schuhbauer               | Atletismo                  | Jabalina C masculino                               |
| Johann Schuhbauer               | Atletismo                  | Pentatlón completo masculino                       |
| Horst Gotthelf                  | Atletismo                  | Peso D masculino                                   |
| Marga Floer                     | Natación                   | 50 m braza incompleta clase 3 femenino             |
| Marga Floer                     | Natación                   | 50 m libre incompleta clase 3 femenino             |
| Margit Schweiger                | Natación                   | 25 m braza incompleta clase 2 femenino             |
| Manfred Emmel                   | Natación                   | 25 m braza incompleta clase 1 masculino            |
| Walter Hertle                   | Natación                   | 25 m braza incompleta clase 2 masculino            |
| Hans-Joachim Boehm              | Esgrima en silla de ruedas | Florete individual novel masculino                 |
| Manfred Emmel                   | Tenis de mesa              | Individual A2 masculino                            |
| Fritz Krimmel Heinz Simon       | Tenis de mesa              | Dobles B masculino                                 |
| Elbracht Gobel Schaede          | Tiro con arco              | Ronda FITA por equipos clase abierta masculino     |
| Plata                           |                            |                                                    |
| Marga Floer                     | Atletismo                  | Pentatlón incompleto femenino                      |
| Walter Hertle                   | Atletismo                  | 60 m novel A masculino                             |
| Hans Jung                       | Atletismo                  | 60 m novel B masculino                             |
| Johann Schuhbauer               | Atletismo                  | Peso C masculino                                   |
| Heinz Simon                     | Atletismo                  | Pentatlón completo masculino                       |
| Ruth Lamsbach                   | Natación                   | 25 m braza completa clase 2 femenino               |
| Manfred Emmel                   | Natación                   | 25 m espalda incompleta clase 1 masculino          |
| Manfred Emmel                   | Natación                   | 25 m libre incompleta clase 1 masculino            |
| Harald Gerhard                  | Natación                   | 50 m braza completa clase 4 masculino              |
| Heinz Simon                     | Tenis de mesa              | Individual B masculino                             |
| Manfred Emmel Gert Tullius      | Tenis de mesa              | Dobles A2 masculino                                |
| Luft P. Prothmann Heinz Simon   | Tiro con arco              | Ronda Columbia por equipos clase abierta masculino |
| Bronce                          |                            |                                                    |
| Johann Schuhbauer               | Atletismo                  | 100 m B masculino                                  |
| Horst Gotthelf                  | Atletismo                  | Maza D masculino                                   |
| Willi Schneider                 | Esgrima en silla de ruedas | Florete individual novel masculino                 |
| Elke Lange                      | Natación                   | 50 m espalda completa clase 3 femenino             |
| Elke Lange                      | Natación                   | 50 m libre completa clase 3 femenino               |
| Margit Schweiger                | Natación                   | 25 m espalda incompleta clase 2 femenino           |
| Ruth Lamsbach                   | Natación                   | 25 m libre completa clase 2 femenino               |
| Willi Brinkmann                 | Natación                   | 50 m braza completa clase 3 masculino              |
| Harald Gerhard                  | Natación                   | 50 m espalda completa clase 4 masculino            |
| Franz Brozozowski Erich Schropp | Tenis de mesa              | Dobles C masculino                                 |
| Elbracht                        | Tiro con arco              | Ronda FITA clase abierta masculino                 |